# 蔡明
蔡明（1961年10月21日—），北京人，回族，中国大陆演员，国家一级演员。1978年夏天毕业于北京电影学院表演系。小学时扮演电影《海霞》中的小海霞而成名。到了上世纪九十年代，蔡明改变戏路，开始演起了喜剧，之后多次在中國春節電視綜合晚會中亮相表演小品。2000年，《闲人马大姐》的播出，让蔡明更被大众熟知，也让"马大姐"也成为蔡明的经典角色。蔡明从1991年至2019年，共计28次登上央视春晚，其中27次为表演小品，1次为反串，是最多次登上春晚的女演员。被人们称为“百变女王”。

## 生平

### 个人生活
蔡明父亲是大学教授，母亲是主任医师，她还有一个小她11岁的弟弟。蔡明15岁进北影厂剧团工作，21岁那年，在一次团拜活动中遇到了丁秋星。丁秋星从蔡明的同事那里要到了她拍戏所在地的地址，正在拍戏的蔡明，每天都能收到丁秋星的来信，戏拍完了，她收到了丁秋星整整100封情书。经过两年多的恋爱，1985年8月，蔡明和丁秋星结婚。1986年7月，他们的儿子丁丁出生。为了蔡明发展前途，丁秋星决定挑起家庭重担。蔡明的儿子丁丁从北京电影学院导演系毕业后，做了一名编剧。《泰囧》编剧之一就是他。此外，他也在2010年北京台春节联欢晚会蔡明的小品《新春愿望》担任导演。2015年10月和2016年1月，蔡明父亲和侄女的相继离世对她造成了不小的打击，让她一度差点放弃于2016登上央视春晚。

### 演艺经历
蔡明从小就在舞蹈、唱歌方面很有天分，从幼儿园开始便是文艺骨干。在小学时获得当时全北京市小学生朗诵比赛第一名，因此被中央电视台银河少年艺术团破格录取。上小学四年级时，北京电影制片厂为筹拍《海霞》在全国选“小海霞”，蔡明成为候选人之一。1973年，蔡明成功担任了电影《海霞》中的主人公小海霞而一炮成名。
1976年，15岁的蔡明到北京电影制片厂演员剧团工作，成为当时北影厂年龄最小的演员。1977年3月，到北京电影学院表演系学习表演，为北京电影学院表演系76班的学生。  该班校期间演出了舞台剧《我是解放军》、《好榜样》、《十六条枪》等，1978年夏，这个班毕业演出时，继教师演出之后，公演了《最后一幕》。
1980年，在电影《戴手铐的旅客》中饰演女扮男装的魏小明，把魏小明纯真可爱、同情弱者、男孩子气十足的性格表现得活灵活现，表演获得成功。成年以后的蔡明曾在《印有金锚的飘带》、《生财有道》、《泪洒姑苏》等影片，她因为饰演了多个悲剧角色而被认为是一个非常有前途的悲剧演员。
1985年，蔡明的儿时玩伴陈佩斯找到了她，请他帮忙出演电视剧《敏的故事》，原本陈佩斯只是想把蔡明当“花瓶”用，一直强烈推荐蔡明演喜剧和小品。1989年，在喜剧电影《命运喜欢恶作剧》饰演刘莎。1990年，由她和郭达主演的电影《倒蛋部队》上映，蔡明在里头饰演岁女。同年，在电影《周末恋爱角》中饰演一个爱情失意的大龄女青年黄敏。
1990年1月1日，蔡明的第一个小品——《普拉蒂尼的长发》在北京卫视元旦晚会亮相，与陈佩斯、朱时茂合演。同年，在《综艺大观》第3期中与郭达合作小品《鉴赏家》，这是蔡明与郭达的首次合作。1990年在为纪念北京电影学院建校45周年晚会上，与表演系校友78班学生谢园、沈丹萍出演节目1991年，蔡明登上1991年中国中央电视台春节联欢晚会的舞台，与巩汉林合作表演了小品《陌生人》，一举成名；此外，她也在同年春晚小品《警察与小偷》客串了盲人。同年在导演陈国星执导的影片《离婚大战》中饰小歌星英子。1993年，蔡明与郭达在春晚第一次搭档。他们在1993年中国中央电视台春节联欢晚会表演了小品《黄土坡》，被称为小品中的经典，同时也奠定了他们成为黄金搭档的基础。1994年，1995年，1996年，1997年，1999年分别也和郭达在央视春节联欢晚会合作了《越洋电话》，《父亲》，《机器人趣话》，《过年》，《球迷》。1995年的春晚小品《父亲》，蔡明也是编剧之一。1998年，蔡明的4个作品都被毙后被节目组邀请在央视春节联欢晚会反串，也是蔡明唯一一次在春晚反串。
1995年3月，蔡明加入唯一一支经国家体育总局批准，在中国足球协会正式注册的社会团体——中国明星足球队，因不会识数，被要求在队内担任财务总监，教练为足球国脚傅玉彬，队内成员还有牛群，赵本山，宋丹丹，张国立，梁天，那英，冯巩，潘长江，郭达，毛宁，尚雯婕，黄渤等人。1998年4月，蔡明推出个人自传《感动》，讲述了自己的婚姻，家庭，家人，演艺经历，明星足球队等等。
2000年2月4日，蔡明与文兴宇，句号的小品《爱笑的女孩》在2000年中国中央电视台春节联欢晚会亮相。同年，蔡明在英达为她演技量身定做的285集电视剧《闲人马大姐》中饰演马大姐，获得一众好评。此外，该角色成为蔡明饰演的经典角色之一且获得《中国大众电视》老百姓最喜爱影视明星等荣誉称号。2001年1月23日，蔡明主演的戏曲小品《红娘》在2001年中国中央电视台春节联欢晚会播出。 
2002年，蔡明和牛群，郭达的小品《邻里之间》在2002年中国中央电视台春节联欢晚会播出。同年，蔡明和郭冬临参演话剧《见人说人话》，该剧在还没有开始排演前就已经被北京一线文化传播有限公司以100万元买断了前10场的全部票房。在国内话剧市场上，第一次实现了“未排先热”以及“未生产先盈利”的票房奇迹。蔡明在话剧中扮演的是开发商代表李凌。该剧于9月6日至8日、9月11日至14日在北京长安大戏院进行首轮7场演出，第二轮4场演出，在9月27日至10月3日在北京保利剧院进行。10月上旬开始全国巡回演出。此外,9月19日电视剧《党员马大姐》播出。2003年，蔡明在2003年中国中央电视台春节联欢晚会与郭达，刘小梅，李文启合演小品《都是亲人》。 
2004年1月21日，蔡明，英壮，李咏等人的小品《婚礼》在2004年中国中央电视台春节联欢晚会播出。4月21日，百集电视剧《带着孩子结婚》在央视播出，春晚小品《婚礼》为其前身，蔡明在剧中饰演一个离了婚带着孩子二婚的刘小红。5月15日，她花了两个月时间去学习唱歌，成功变身歌星，在《音画时尚》开了名为“掌声响起我心你知”的个人演唱会，演唱了22段歌和戏。包括美声，民族，通俗，戏曲，外文歌。此外，由于她圈中人缘较好，田震、牛群、英达、巩汉林、郭达、英壮等也上台捧场。其中，田震说“要不是她和我长的不像，我觉得我就失业了”，高度认可了蔡明。 
2005年2月8日，在2005年中国中央电视台春节联欢晚会与郭达，韩影，于恒表演小品《浪漫的事》；也在相声《笑谈人生》客串了冯巩的妹妹。2月18日，由蔡明主演中国首部歌舞喜剧贺岁剧《快乐2005--蔡明歌舞贺岁剧》播出，她在三集的剧里演唱包括流行、民族、美声、摇滚在内的歌曲及京剧、越剧、黄梅戏选段等共56首作品，同时她也将以56种形态各异的造型出现且一人分饰两角。4月12日，蔡明，潘长江，孙浩，管彤主演的中国首部音乐情景剧《心灵俱乐部》在CCTV-3播出，该剧从首播时的收视率第六位一跃上升至19日播出时的收视率首位，创造了一个新的电视界的奇迹。《心灵俱乐部》第一个月即创下了平均收视率1.11，平均收视份额6.30的好成绩，收视排名位居央视三套即综艺频道之首，更是创下了全年平均收视率1.4，全年平均收视份额4.5的好成绩，综合排名位居综艺频道(三套)第3名，、创造了“星期二收视奇迹”。 
2006年1月28日，和岳秀清，郭达主演的小品《马大姐外传》在2006年中国中央电视台春节联欢晚会播出。2007年2月17日，与郭达，句号等人表演讽刺送礼成风现象的小品《送礼》在春节联欢晚会播出。同年4月13日，由蔡明发起创作并演唱，21东方唱片及北京交通广播联合策划推出的，为出租车司机量身定制的最新单曲《等你回家》在北京交通广播的《一路畅通》节目中首播。在电台播出后，该歌曲立即得到了司机们的热捧，歌曲《等你回家》立刻在搜狗搜索的新歌排行榜上排名第一。2008年2月6日，与郭达，王平讽刺造假房地产的小品《梦幻家园》在2008年中国中央电视台春节联欢晚会播出。同年12月26日，百集情景喜剧《马大姐新传》在天津卫视独家开播。 
2009年1月25日，在2009年中国中央电视台春节联欢晚会与郭达，杰尔米等表演的奥运志愿者题材小品《北京欢迎你》播出。同年1月27日，蔡明、郭达在小品舞台上合作了近二十年后，首次合作出演影视剧——《眼花缭乱》开播，蔡明在剧中饰演一位海归CEO。8月19日，《超人马大姐》在天津卫视播出。从1999年至2009年，《马大姐》系列作为迄今为止共有五部作品（第二部《党员马大姐》为电视剧），时间跨度长达10年，多达530多集，是中国国内迄今为止时间跨度最长，集数最多的情景喜剧。2010年2月13日，蔡明与郭达等人合作在2010年中国中央电视台春节联欢晚会小品——《家有毕业生》播出。2007年，2009年，2011年，2013年，蔡明先后以北京电影制片厂和中国电影集团国家一级演员身份4次担任中央电视台电视小品大赛评委。 
2011年2月2日，蔡明首次与刘威搭档，在2011年中国中央电视台春节联欢晚会合作了小品《新房》。2012年1月22日，与郭丰周，王宁，常远三位在中央电视小品大赛挖掘的新兴演员在央视春晚合作小品《天网恢恢》。2月4日，在元宵晚会与廖昌永组合演绎了歌曲《因为爱情》。 7月14日，她和王平，宋阳，叶梓萱主演的电视剧《奇异家庭》在爱奇艺播出，在剧中饰演外星人芥兰。
2013年2月10日，蔡明首次在2013年中国中央电视台春节联欢晚会与潘长江搭档，出演小品《想跳就跳》，获得大众好评，同时，因该角色的毒舌金句，获封“毒舌女王”，也让她和潘长江的“老太太和小陀螺”组合被大家熟记。2月24日，她参加央视元宵晚会，与潘长江再度搭档，翻唱了《风吹麦浪》。2014年1月30日，带领岳云鹏、华少、董成鹏等人在2014年中国中央电视台春节联欢晚会出演小品《扰民了您》。2月1日，由她主演的电视剧《老妈的三国时代》在安徽卫视播出，饰演精致退休京剧演员岳母曹梅花。2月14日，参加央视元宵晚会演唱《卷珠帘》。
2015年2月18日，蔡明第23次登上2015年中国中央电视台春节联欢晚会，与潘长江、穆雪峰一起表演小品《车站奇遇》。2月26日，时隔11年在《回声嘹亮》再开了名为“悄开女人心”的个人演唱会。该演唱会用脱口秀的形式贯穿整场演唱会，曲风方面，既有《约定》、《没那么简单》、《温暖》等一系列抒情歌曲，也有《日不落》这样的劲歌热舞。7月13日，在电视剧《嫁个孩子过日子》饰演兴远斋当家刘慧荣。
2016年2月1日，蔡明因肺部感染引起心脏不适而缺席了春晚彩排。直到2月7日，和潘长江，高粼粼在2016年中央电视台春节联欢晚会合演小品《网购奇遇》上台前都被医生嘱咐需先吸氧。该作品讲述了王铁塔网购收到商家寄错的货品，毅然给予了差评，而商家负责人小豆包为了消除这个差评使劲浑身解数的故事。《网购奇遇》在央视春晚最后一次彩排中，蔡明也是带病参加彩排。2月22日，参加了25届春晚的蔡明以《我变了我没变》一曲在央视元宵晚会回顾“春晚30年”的每一个精彩瞬间。2月13日，蔡明和黄杨合作的单曲《那时候的你》在微博首播。
2017年1月27日，蔡明在2017年中央电视台春节联欢晚会与潘长江、潘斌龙表演小品《老伴》。2月11日，参加中央电视台元宵晚会，与潘斌龙演唱歌曲《看山看水看中国》。4月，作为“传奇笑匠代表”参加东方卫视星素喜剧挑战竞技秀节目《笑声传奇》。
2018年2月，蔡明一改毒舌老太太形象，在2018年中央电视台春节联欢晚会饰演有着一颗“少女心”的“萌老太太与潘长江、贾冰表演小品《学车》。同年，她开始在公众号“开心奶奶蔡明”给小朋友们讲故事，因为她认为自己27年春晚旅程陪伴了很多80后、90后，现在他们已经为人父母了，她希望可以陪伴他们的小宝宝长大。10月2日，时隔五年再次在中央电视台《首届中国相声小品大赛》担任小品组评委。
2019年2月4日，于2019年中央广播电视总台春节联欢晚会，蔡明与葛优、潘长江、乔杉等人表演小品《“儿子”来了》；8月2日，在暑期爆笑电影《鼠胆英雄》扮演花姐。10月1日，在上映的电影《雪人奇缘》中，为女主角小艺奶奶配音。
2020年7月，参加上海广播电视台东方卫视播出的职场文化代际互动真人秀《花样实习生》，担任B站实习生，7月9日晚7点，以“菜菜子Nanako”之名作为虚拟主播出道。开播25分钟并达成了“百舰”成就打赏奖励(舰长为B站直播间贵族)，直播间热度突破600万，新浪微博话题#蔡明 菜菜子#也迅速登上热搜。
2021年2月26日，蔡明与潘长江、李雪琴、孟鹤堂、王宁合作的小品——《彩排》在央视元宵晚会出现。该小品1个节目狂揽8条热搜，被称为该元宵晚会的一大亮点，获得大众好评。3月19日清晨，话题#蔡明录综艺病倒被送医#上了热搜，随后10点21分蔡明于微博告知为胆结石突发，但病情已稳定，谢谢大家关心。3月27日，“菜菜子Nanako”的50万粉丝纪念直播和潘长江、李雪琴连线，其直播间热度达到400万，达成bilibili直播站排行榜第1位，舰长成员达到224个。6月15日，蔡明参加《616真心夜》，独唱《姐就是女王》且和曾舜晞合唱《大风吹》。7月23日，由她主演的单元电影《我们的新生活》之《广场恩仇录》在优酷、腾讯，爱奇艺上映。11月2日，在北京2022年冬奥会倒计时第94天担任“冬奥值日生”，空降北京街头与民众拍照打卡且对民众进行“冬奥知识大挑战”。
2022年，1月27日，由她出演的室内综艺《大伙之家》播出，共参加了5期。2月1日，电视剧《家和万事兴》上线，她在剧中扮演马大姐（马大姐系列电视剧角色）和郑艳红（我爱我家角色），一人分饰两角。9月27日，开始担任相亲节目《向幸福出发》的常驻嘉宾，在节目中作为代理婆婆/丈母娘为嘉宾出主意。11月19日，喜剧节目《喜剧的喜聚》播出，在节目中担任常驻品笑员，共出演了11期。

## 影视作品

### 电影
| 上映年份 | 电影名称           | 角色       | 备注                 |
| -------- | ------------------ | ---------- | -------------------- |
| 1975年   | 《海霞》           | 海霞       | 童年海霞             |
| 1976年   | 《牛角石》         | 少先队员   |                      |
| 1978年   | 《火娃》           | 阿蓉       |                      |
| 1978年   | 《南疆春早》       | 小阳雀     |                      |
| 1980年   | 《刑场上的婚礼》   | 卖唱女     |                      |
| 1980年   | 《戴手铐的旅客》   | 魏小明     |                      |
| 1981年   | 《新兵马强》       | 女特工     |                      |
| 1981年   | 《印有金锚的飘带》 | 小灵       | 未发行，未公映       |
| 1981年   | 《伤逝》           | 邻居家女孩 |                      |
| 1981年   | 《钟声》           | 薇薇       |                      |
| 1982年   | 《孔雀公主》       | 侍女       |                      |
| 1983年   | 《生财有道》       | 清秀       |                      |
| 1984年   | 《蓝色的花》       | 女同学     |                      |
| 1985年   | 《泪洒姑苏》       | 小玲       |                      |
| 1986年   | 《小铃铛》续集     |            |                      |
| 1989年   | 《命运喜欢恶作剧》 | 刘莎       |                      |
| 1990年   | 《倒蛋部队》       | 岁女       |                      |
| 1991年   | 《周末恋爱角》     | 黄敏       |                      |
| 1992年   | 《离婚大战》       | 英子       |                      |
| 1999年   | 《给您道喜啦》     | 老婆       | 客串                 |
| 1999年   | 《九九艳阳天》     | 尤妻       |                      |
| 2005年   | 《生死劫》         | 小姨       |                      |
| 2008年   | 《鸿运高照》       | 陶兰       |                      |
| 2010年   | 《康定情歌》       | 医院院长   | 特邀客串             |
| 2010年   | 《咱家该买了》     | 妻子       |                      |
| 2012年   | 《亲家过年》       | 蔡云       |                      |
| 2015年   | 《热血男人帮》     | 菊花       |                      |
| 2016年   | 《这都不是事儿》   | 梁珊       | 单元《迷失的“黑马”》 |
| 2018年   | 《天气预爆》       | 王母娘娘   |                      |
| 2019年   | 《鼠胆英雄》       | 花姐       |                      |
| 2021年   | 《我们的新生活》   | 牛大姐     | 单元《广场恩仇录》   |
| 2024年   | 《豆包县令》       | 于母       |                      |
| 2024年   | 《默杀》           | 徐媽媽     |                      |
| 2025年   | 《根本停不下来》   | 方雅梅     | 網絡電影             |

### 电视剧
| 年份   | 剧名                       | 角色          | 备注                   |
| ------ | -------------------------- | ------------- | ---------------------- |
| 1982年 | 《十一块金牌》             |               |                        |
| 1982年 | 《云霞》                   | 文晓          |                        |
| 1983年 | 《一束未发出的信》         | 莲莲          |                        |
| 1985年 | 《敏的故事》               | 女朋友        |                        |
| 1986年 | 《小月》                   | 小月          |                        |
| 1993年 | 《女人心》                 | 叮咚          | 领衔主演               |
| 1993年 | 《我爱我家》               | 郑燕红        | 客串                   |
| 1999年 | 《中国餐馆》               | 宁欣欣        | 客串                   |
| 2000年 | 《酒结良缘》               | 小婉妈妈      |                        |
| 2000年 | 《闲人马大姐》             | 马大姐        | 领衔主演               |
| 2000年 | 《马大姐和邻居们》         | 马大姐        | 领衔主演               |
| 2001年 | 《张灯结彩》               | 女导演        |                        |
| 2001年 | 《新幸福街》               | 柳婷          |                        |
| 2001年 | 《明星制造》               |               | 友情出演               |
| 2002年 | 《临时家庭》               | 周星星        | 1995年拍摄，领衔主演   |
| 2002年 | 《党员马大姐》             | 马大姐        | 领衔主演               |
| 2002年 | 《东北一家人》             | 高娃          | 客串                   |
| 2002年 | 《好梦可圆》               | 关美丽        | 客串                   |
| 2002年 | 《全时空接触》             |               | 客串                   |
| 2003年 | 《向阳照相馆》             | 吴佳丽        | 客串                   |
| 2003年 | 《售楼处的故事》           | 白玲          | 客串                   |
| 2004年 | 《一手托两家》             | 张英          | 客串                   |
| 2004年 | 《带着孩子结婚》           | 刘小红        | 领衔主演               |
| 2004年 | 《家和万事兴之双喜临门》   | 陶兰          |                        |
| 2005年 | 《时髦老爹》               | 田静          | 客串                   |
| 2005年 | 《新年快乐2005》           | 机器人/范明明 | 一人分饰两角，领衔主演 |
| 2005年 | 《十全十美之有梦年代》     | 老板娘        | 客串                   |
| 2005年 | 《心灵俱乐部》             | 范明明        | 中国首个音乐情景剧     |
| 2006年 | 《十全十美之有梦年代》     | 朱丽云        |                        |
| 2006年 | 《绝代妖后》               | 豪格福晋      |                        |
| 2007年 | 《电影厂的招待所》         | 蔡明（自己）  | 客串                   |
| 2008年 | 《清明上河》               | 灾民          | 客串                   |
| 2008年 | 《业余侦探》               | 杨霞          | 领衔主演               |
| 2008年 | 《准妈妈四重奏》           | 丹丹妈妈      |                        |
| 2008年 | 《马大姐新传》             | 马大姐        | 领衔主演               |
| 2008年 | 《抬头不见低头见》         | 根大妈        | 客串                   |
| 2009年 | 《超人马大姐》             | 马大姐        | 领衔主演               |
| 2009年 | 《眼花缭乱》               | 吴莎莎        | 2005年拍摄，领衔主演   |
| 2009年 | 《爱我好不好》             | 孟小蔷        | 领衔主演               |
| 2010年 | 《铁爷茶馆》               |               | 客串                   |
| 2011年 | 《鸡毛蒜皮没小事2》        | 张大妈        | 领衔主演               |
| 2012年 | 《荣河镇的男人们》         | 何三姑        | 未播出                 |
| 2012年 | 《奇异家庭》               | 芥兰          | 领衔主演               |
| 2013年 | 《新编辑部的故事》         | 艾美丽        |                        |
| 2014年 | 《老妈的三国时代》         | 曹梅花        | 领衔主演               |
| 2015年 | 《嫁个老公过日子》         | 劉慧榮        | 领衔主演               |
| 2015年 | 《涨停板跌停板》           | 郝芸          | 网剧, 2010年拍攝       |
| 2016年 | 《龙号机车》               | 高密正月      | 客串                   |
| 2018年 | 《新大头儿子和小头爸爸》   | 胖嘟嘟姥姥    | 客串                   |
| 2021年 | 《大饭店传奇》             | 一枝花        | 特别演出，2017年拍摄   |
| 2022年 | 《家和万事兴》             | 马大姐/郑燕红 | 一人分饰两角，领衔主演 |
| 2022年 | 《乐天小酒窝之小酒窝的尬》 | 蔡老师        |                        |
| 待播出 | 《毒舌家庭》               | 蔡晓莺        | [ 12 ]                 |
| 待播出 | 《重返青春》               | 蔡小英        |                        |
| 待播出 | 《欢乐家长群2》            | 常晓雯        |                        |

### 话剧
| 年份   | 话剧名称       | 角色   | 备注                 |
| ------ | -------------- | ------ | -------------------- |
| 1982年 | 《日出》       | 小东西 | 北京电影演员剧团演出 |
| 2002年 | 《见人说人话》 | 李凌   |                      |
| 2023年 | 《西去东来》   | 丁母   | [ 13 ]               |

### MV
| 年份   | 歌手       | 专辑         | 歌名           | 角色   | 备注       |
| ------ | ---------- | ------------ | -------------- | ------ | ---------- |
| 2005年 | 田震       | 《38.5℃》    | 《日出》       | 母亲   |            |
| 2005年 | 田震       | 《38.5℃》    | 《日出玫瑰》   | 玲母   | 长达50分钟 |
| 2005年 | 田震       | 《38.5℃》    | 《冷艳》       | 女朋友 | 声音出演   |
| 2007年 | 费翔       | 《男人不坏》 | 《男人不坏》   | 妻子   |            |
| 2016年 | 蔡明，黄洋 |              | 《那时候的你》 | 妈妈   | 单曲       |

## 小品

### 央视春晚小品
| 年份   | 舞台                             | 小品名称       | 搭档                                 | 备注                       |
| ------ | -------------------------------- | -------------- | ------------------------------------ | -------------------------- |
| 1991年 | 《1991年中央电视台春节联欢晚会》 | 《陌生人》     | 巩汉林                               | 第一次在春晚表演小品       |
| 1991年 | 《1991年中央电视台春节联欢晚会》 | 《警察与小偷》 | 陈佩斯、朱时茂                       | 客串                       |
| 1993年 | 《1993年中央电视台春节联欢晚会》 | 《黄土坡》     | 郭达                                 | 第一次在春晚与郭达合作     |
| 1994年 | 《1994年中央电视台春节联欢晚会》 | 《越洋电话》   | 郭达                                 |                            |
| 1995年 | 《1995年中央电视台春节联欢晚会》 | 《父亲》       | 郭达、赵宝乐、于海伦                 | 编剧之一                   |
| 1996年 | 《1996年中央电视台春节联欢晚会》 | 《机器人趣话》 | 郭达                                 |                            |
| 1997年 | 《1997年中央电视台春节联欢晚会》 | 《过年》       | 郭达、郭冬临                         |                            |
| 1999年 | 《1999年中央电视台春节联欢晚会》 | 《球迷》       | 郭达、郭冬临                         |                            |
| 2000年 | 《2000年中央电视台春节联欢晚会》 | 《爱笑的女孩》 | 文兴宇、句号                         |                            |
| 2001年 | 《2001年中央电视台春节联欢晚会》 | 《红娘》       | 郭达                                 | 第一次在春晚获奖           |
| 2002年 | 《2002年中央电视台春节联欢晚会》 | 《邻里之间》   | 郭达、牛群                           |                            |
| 2003年 | 《2003年中央电视台春节联欢晚会》 | 《都是亲人》   | 郭达、李文启、刘晓梅                 |                            |
| 2004年 | 《2004年中央电视台春节联欢晚会》 | 《婚礼》       | 英壮、李咏                           | 电视剧《带着孩子结婚》前身 |
| 2005年 | 《2005年中央电视台春节联欢晚会》 | 《浪漫的事》   | 郭达、韩英、于恒                     |                            |
| 2005年 | 《2005年中央电视台春节联欢晚会》 | 《笑谈人生》   | 冯巩、朱军                           |                            |
| 2006年 | 《2006年中央电视台春节联欢晚会》 | 《马大姐外传》 | 郭达、岳秀清                         | 电视剧《闲人马大姐》衍生   |
| 2007年 | 《2007年中央电视台春节联欢晚会》 | 《送礼》       | 郭达、句号                           |                            |
| 2008年 | 《2008年中央电视台春节联欢晚会》 | 《梦幻家园》   | 郭达、王平                           |                            |
| 2009年 | 《2009年中央电视台春节联欢晚会》 | 《北京欢迎你》 | 郭达、赵麒、杰尔米、于恒、黄杨、宋阳 |                            |
| 2010年 | 《2010年中央电视台春节联欢晚会》 | 《家有毕业生》 | 郭达、黄杨、郭笑                     | 最后一次在春晚与郭达合作   |
| 2011年 | 《2011年中央电视台春节联欢晚会》 | 《新房》       | 刘威、宋阳、徐囡楠                   |                            |
| 2012年 | 《2012年中央电视台春节联欢晚会》 | 《天网恢恢》   | 王宁、常远、郭丰周                   |                            |
| 2013年 | 《2013年中央电视台春节联欢晚会》 | 《想跳就跳》   | 潘长江、穆雪峰、高粼粼、刘畅         | 第一次在春晚与潘长江合作   |
| 2014年 | 《2014年中央电视台春节联欢晚会》 | 《扰民了您》   | 华少、岳云鹏、大鹏                   |                            |
| 2015年 | 《2015年中央电视台春节联欢晚会》 | 《车站奇遇》   | 潘长江、穆雪峰                       |                            |
| 2016年 | 《2016年中央电视台春节联欢晚会》 | 《网购奇遇》   | 潘长江、高粼粼                       | 彩排时肺部感染引起心脏不适 |
| 2017年 | 《2017年中央电视台春节联欢晚会》 | 《老伴》       | 潘长江、潘斌龙                       |                            |
| 2018年 | 《2018年中央电视台春节联欢晚会》 | 《学车》       | 潘长江、贾冰                         |                            |
| 2019年 | 《2019年中央电视台春节联欢晚会》 | 《“儿子”来了》 | 潘长江、葛优、乔杉、翟天临           |                            |

### 其他晚会小品
| 年份   | 晚会名称                                    | 小品名称           | 搭档                           | 备注                   |
| ------ | ------------------------------------------- | ------------------ | ------------------------------ | ---------------------- |
| 1990年 | 《1990年北京电视台元旦晚会》                | 《普拉尼特的长发》 | 陈佩斯、朱时茂                 | 第一个表演的小品       |
| 1990年 | 《“金锁银锁”文艺晚会》                      | 《四菜一汤》       | 刘江                           |                        |
| 1990年 | 《“金锁银锁”文艺晚会》                      | 《长途电话》       | 于刚                           |                        |
| 1991年 | 《1991年中央电视台元宵晚会》                | 《某男某女》       | 郭达                           |                        |
| 1992年 | 《1992年中央电视台元旦晚会》                | 《起名》           | 郭达                           |                        |
| 1992年 | 《1992年中央电视台中秋晚会》                | 《奔月使者》       | 郭达                           |                        |
| 1993年 | 《1993年中央电视台台庆晚会》                | 《追星族》         | 郭达、赵丽蓉                   | 唯一一次和赵丽蓉合作   |
| 1995年 | 《1995年中央电视台元宵晚会》                | 《点歌》           | 郭达                           |                        |
| 1998年 | 《1998年公安部春节联欢晚会》                | 《画脸》           | 冯巩                           |                        |
| 2000年 | 《2000年中央电视台元旦晚会》                | 《女儿》           | 郭达                           | [ 15 ]                 |
| 2002年 | 《2002年中央电视台元宵晚会》                | 《逛北京》         | 郭冬临                         | 歌舞小品               |
| 2003年 | 《“我们众志成城”特别晚会》                  | 《采访》           | 郭达、李琦、郑建、杨蕾         | 反映非典入侵的小品     |
| 2004年 | 《百花迎春——中国文学艺术界2004春节大联欢 》 | 《欢乐55》         | 朱军、周涛、文清、毕福剑、张政 |                        |
| 2008年 | 《2008年北京台春节联欢晚会》                | 《团圆饭》         | 邵峰                           | 音乐小品               |
| 2008年 | 《2008年北京台春节联欢晚会》                | 《大午夜巴士》     | 郭达、句号、金铭、姜超、管琳娜 |                        |
| 2009年 | 《2009年北京台春节联欢晚会》                | 《美好的一天》     | 邵峰                           | 1人分饰5角，音乐小品   |
| 2010年 | 《2010年北京台春节联欢晚会》                | 《新春愿望》       |                                | 1人分饰5角，音乐小品   |
| 2017年 | 《2017年辽宁卫视春节联欢晚会》              | 《看车》           | 李建华、于洋、密密             |                        |
| 2018年 | 《2018年辽宁卫视春节联欢晚会》              | 《特殊任务》       | 李建华、于洋、于莎莎           |                        |
| 2019年 | 《2019年北京台春节联欢晚会》                | 《光阴的故事》     | 郭亮，郭阳                     |                        |
| 2020年 | 《2020年广东卫视春节联欢晚会》              | 《月嫂教练》       | 李沐霏、郭丰周                 |                        |
| 2021年 | 《2021年中央电视台元宵晚会》                | 《彩排》           | 潘长江、李雪琴、孟鹤堂、王宁   | 2021春晚剧组毙掉的小品 |
| 未知   | 《五个一工程建设晚会》                      | 《刘巧儿新传》     | 郭达、李文启                   |                        |
| 未知   | 《辽宁卫视春节联欢晚会》                    | 《诱惑》           | 郭达、李文启                   |                        |

### 节目小品/其他小品
蔡明在2000年接受采访就曾说过光是在综艺大观表演了50多个小品让她成长成为一位成熟的小品演员，此表格只记录现还找得到蔡明所出演的小品。
| 年份          | 节目/场地       | 小品名称             | 搭档                             | 备注                                 |
| ------------- | --------------- | -------------------- | -------------------------------- | ------------------------------------ |
| 1990年        | 《综艺大观》    | 《鉴赏家》           | 郭达                             | 第4期，第一个和郭达合作的小品        |
| 1991年        | 《综艺大观》    | 《喜宴》             | 郭达、杨新鸣                     | 第20期                               |
| 1991年        | 《综艺大观》    | 《周末的烦恼》       | 杨新鸣、高玉倩                   | 第36期                               |
| 1991年        | 《综艺大观》    | 《捐献》             | 郭达、黄宏、杨蕾、赵本山等       | 特别节目 风雨同舟情暖人间            |
| 1992年        | 《综艺大观》    | 《学射击》           | 郭达                             | 奥运特别节目                         |
| 1992年        | 《综艺大观》    | 《哈喽黄土坡》       | 郭达                             | 第50期，1993年春晚小品《黄土坡》原型 |
| 1995年        | 《综艺大观》    | 《点歌》             | 郭达                             | 第101期                              |
| 1998年        | 《综艺大观》    | 《送礼》             | 郭达                             | 第153期                              |
| 2000年        | 《综艺大观》    | 《女儿》             | 郭达                             |                                      |
| 90年代/00年代 | 未知            | 《打针》             | 郭达、郭冬临                     |                                      |
| 90年代/00年代 | 未知            | 《戏迷》             | 郭达、郭冬临                     |                                      |
| 90年代/00年代 | 未知            | 《婚姻介绍所》       | 郭达、李文启                     |                                      |
| 90年代/00年代 | 未知            | 《便衣护士》         | 郭达                             |                                      |
| 90年代/00年代 | 未知            | 《春女》             | 郭达、杨新鸣                     |                                      |
| 90年代/00年代 | 未知            | 《连心锁》           | 郭达                             |                                      |
| 90年代/00年代 | 未知            | 《路遇》             | 郭达                             |                                      |
| 90年代/00年代 | 未知            | 《婚姻变奏曲》       | 郭达、杨新鸣                     |                                      |
| 90年代/00年代 | 未知            | 《照相》             | 郭达、杨新鸣                     |                                      |
| 90年代/00年代 | 未知            | 《餐厅轶事》         | 郭达、杨新鸣                     |                                      |
| 90年代/00年代 | 未知            | 《一条大河》         | 李文启                           |                                      |
| 90年代/00年代 | 未知            | 《我追你赶》         | 牛振华、韩善续                   |                                      |
| 90年代/00年代 | 未知            | 《大改名》           | 牛振华、韩善续                   |                                      |
| 90年代/00年代 | 未知            | 《无事生非》         | 郭达、朱世慧                     |                                      |
| 90年代/00年代 | 未知            | 《拍电视》           | 郭达、郭冬临                     |                                      |
| 90年代/00年代 | 未知            | 《婚姻介绍所》       | 郭达、李文启                     | 广东路演                             |
| 90年代/00年代 | 未知            | 《打针》             | 郭达                             | 西藏演出                             |
| 90年代/00年代 | 未知            | 《红雨伞》           | 郭冬临                           |                                      |
| 90年代/00年代 | 未知            | 《应聘》             | 常贵田                           |                                      |
| 90年代/00年代 | 未知            | 《小窗户》           | 巩汉林                           |                                      |
| 90年代/00年代 | 未知            | 《相约夕阳红》       | 李琦                             |                                      |
| 90年代/00年代 | 大连时装秀      | 《假爸爸 真爸爸》    | 郭达、蒋小涵                     |                                      |
| 2006年        | 《欢乐中国行》  | 《山花》             | 郭达                             | 春节特别节目                         |
| 2009年        | 《笑林盛典》    | 《山花》             | 郭达                             | 元旦特别节目                         |
| 2011年        | 《笑林盛典》    | 《阿Q与吴妈》        | 王汝刚                           |                                      |
| 2011年        | 《笑林盛典》    | 《欢庆欢庆》         | 郭冬临                           |                                      |
| 2016年        | 《王牌对王牌》  | 《更年期大作戰》     | 潘长江、穆雪峰、于莎莎           | 未播花絮                             |
| 2017年        | 《王牌对王牌2》 | 《王牌配王牌》       | 郭达、潘长江                     | 第2期，三人首次同台出演小品          |
| 2017年        | 《欢乐喜剧人3》 | 《魔法师基德》       | 常远等                           | 第9期，助力常远                      |
| 2017年        | 《笑声传奇》    | 《念念不忘》         | 李建华、刘小梅、于洋             | 第1期                                |
| 2017年        | 《笑声传奇》    | 《陌生的你》         | 于洋、郭阳、郭亮、大宝           | 第3期                                |
| 2017年        | 《笑声传奇》    | 《民国往事》         | 句号、于洋、陈嘉男、徐冰、邵冠中 | 第5期                                |
| 2017年        | 《笑声传奇》    | 《人鱼传说》         | 小柯、霍尊、郭阳、郭亮、杜沁怡   | 第8期                                |
| 2017年        | 《笑声传奇》    | 《最后一天》         |                                  | 第9期，第一次也是唯一一次的独角戏    |
| 2021年        | 《王牌对王牌6》 | 《葫芦兄弟之番外篇》 | 潘长江、时代少年团               | 第3期，音乐小品                      |

注：
- 《春女》和《拍电视》为同一个剧本，只是名称不一样。

- 《春女》、《山花》、《欢庆欢庆》等小品多次在不同搭档不同场景的情况下出演过。

## 综艺节目

### 主持
| 年份                        | 播放平台 | 节目名称                   | 备注                       |
| --------------------------- | -------- | -------------------------- | -------------------------- |
| 2005年11月9日               |          | 《第14届金鸡百花开幕酒会》 | 和张铁林同为主持人         |
| 2008年5月1日                | 四川卫视 | 《一笑千金》               | 五一特辑                   |
| 2010年12月6日-2012年5月11日 | CCTV-14  | 《大风车》                 | 风车故事汇：吹牛大王历险记 |
| 2022年1月25日               | 腾讯视频 | 《家族年年年夜FAN2022》    |                            |
| 2022年2月27日               | 快手     | 《快手一千零一夜》         |                            |

### 常驻节目
| 年份   | 日期              | 播放平台           | 节目名称                 | 备注                 |
| ------ | ----------------- | ------------------ | ------------------------ | -------------------- |
| 2007年 | 5月1日-5月6日     | CCTV-3             | 《第6届CCTV小品大赛》    | 共6期，评委          |
| 2009年 | 5月1日-5月6日     | CCTV-3             | 《第7届CCTV小品大赛》    | 共6期，评委          |
| 2011年 | 9月5日-9月11日    | CCTV-3             | 《第8届CCTV小品大赛》    | 共6期，评委          |
| 2013年 | 10月2日-10月9日   | CCTV-3             | 《第9届CCTV小品大赛》    | 共6期，评委          |
| 2013年 | 12月5日-12月26日  | 安徽卫视           | 《超级笑星》             | 共14期，评委         |
| 2014年 | 1月2日-3月6日     | 安徽卫视           | 《超级笑星》             | 共14期，评委         |
| 2014年 | 2月9日-4月20日    | CCTV-1             | 《出彩中国人》           | 共12期，评委         |
| 2014年 | 11月20日-12月5日  | 安徽卫视           | 《超级笑星2》            | 共13期，评委         |
| 2015年 | 1月2号-2月12号    | 安徽卫视           | 《超级笑星2》            | 共13期，评委         |
| 2015年 | 5月19日-8月25日   | 湖北卫视           | 《我为喜剧狂3》          | 共15期，评委导师     |
| 2017年 | 1月2日-2月6号     | 辽宁卫视           | 《组团儿上春晚3》        | 共8期，评委导师      |
| 2017年 | 4月16日-7月2日    | 东方卫视           | 《笑声传奇》             | 共12期，传奇笑匠代表 |
| 2017年 | 10月12日-12月28日 | 湖北卫视，天津卫视 | 《我为喜剧狂4》          | 共10期，评委导师     |
| 2018年 | 1月4日            | 湖北卫视，天津卫视 | 《我为喜剧狂4》          | 共10期，评委导师     |
| 2018年 | 1月14日-2月5日    | 辽宁卫视           | 《组团儿上春晚4》        | 共8期，评委导师      |
| 2018年 | 10月2日-10月9日   | CCTV-3             | 《首届中国相声小品大赛》 | 共8期，评委          |
| 2020年 | 7月10日-10月2日   | 东方卫视，bilibili | 《花样实习生》           | 共11期，实习生       |
| 2021年 | 5月1日-5月3日     | 淘宝，bilibili     | 《青春的选择》           | 共3期，青春观察官    |
| 2022年 | 9月27日-11月29日  | CCTV-3             | 《向幸福出发》           |                      |
| 2022年 | 11月19日-12月24日 | CCTV-3             | 《喜剧的喜聚》           | 共10期，特邀品笑员   |
| 2023年 | 1月1日-2月4日     | CCTV-3             | 《喜剧的喜聚》           | 共10期，特邀品笑员   |
| 2023年 | 1月3日-10月3日    | CCTV-3             | 《向幸福出发》           |                      |
| 2025年 | 1月10日-3月15日   | 爱奇艺             | 《一路繁花》             | 共10期               |

## 晚会

### 歌曲
| 年份   | 晚会/节目名字                               | 歌曲名称           | 合唱者                                          |
| ------ | ------------------------------------------- | ------------------ | ----------------------------------------------- |
| 1998年 | 《1998年中央电视台春节联欢晚会》            | 《东西南北中》     | 郭达                                            |
| 2003年 | 《“我们众志成城”特别晚会》                  | 《我们众志成城》   | 众星合唱                                        |
| 2007年 | 《百花迎春——中国文学艺术界2007春节大联欢 》 | 《欢聚一堂》       |                                                 |
| 2007年 | 《第6届CCTV小品大赛颁奖晚会》               | 《等你回家》       |                                                 |
| 2007年 | 《心连心慰问农民工——共建和谐社会》          | 《美丽的神话》     | 潘长江                                          |
| 2007年 | 《2007北京交通台台庆晚会》                  | 《等你回家》       |                                                 |
| 2008年 | 《2008公安部春节联欢晚会》                  | 《掌声响起来》     |                                                 |
| 2008年 | 《爱的奉献——2008抗震救灾大型募捐活动》      | 《祝你平安》       | 众星合唱                                        |
| 2009年 | 《第7届CCTV小品大赛颁奖晚会》               | 《为今天喝彩》     |                                                 |
| 2010年 | 《2010东方卫视跨年演唱会》                  | 《乡恋》           | 费玉清                                          |
| 2010年 | 《情系玉树 大爱无疆》                       | 《我们众志成城》   | 众星合唱                                        |
| 2011年 | 《2011笑林盛典》                            | 《天涯歌女》       | 费玉清                                          |
| 2011年 | 《2011笑林盛典》                            | 《夜来香》         | 费玉清                                          |
| 2012年 | 《2012年中央电视台元宵晚会》                | 《因为爱情》       | 廖昌永                                          |
| 2013年 | 《百花迎春——中国文学艺术界2013春节大联欢 》 | 《生活多美好》     | 蔡国庆                                          |
| 2013年 | 《2013年中央电视台元宵晚会》                | 《风吹麦浪》       | 潘长江                                          |
| 2014年 | 《2014年中央电视台元宵晚会》                | 《卷珠帘》         |                                                 |
| 2014年 | 《2014年重阳节特别节目》                    | 《时间都去哪儿》   |                                                 |
| 2015年 | 《2015年东方卫视春节联欢晚会》              | 《九九艳阳天》     | 费玉清                                          |
| 2015年 | 《2015年东方卫视春节联欢晚会》              | 《亲密爱人》       | 费玉清                                          |
| 2016年 | 《2016年中央电视台元宵晚会》                | 《我变了我没变》   |                                                 |
| 2016年 | 《百花迎春——中国文学艺术界2016春节大联欢 》 | 《红梅赞》         | 领唱                                            |
| 2016年 | 《2016年重阳节特别节目》                    | 《那时候的你》     | 黄洋                                            |
| 2017年 | 《2017年春晚倒计时-喜到福到好运到》         | 《我变了我没变》   |                                                 |
| 2017年 | 《2017年中央电视台元宵晚会》                | 《看山看水看中国》 | 潘斌龍                                          |
| 2017年 | 《好大一棵树——2017年教师节特别节目》        | 《好人好梦》       | 潘长江                                          |
| 2018年 | 《春华秋实——2018年教师节特别节目》          | 《隐形的翅膀》     |                                                 |
| 2018年 | 《最佳时刻——2018世界杯燃情之夜》            | 《心恋》           |                                                 |
| 2018年 | 《最佳时刻——2018世界杯燃情之夜》            | 《我变了我没变》   |                                                 |
| 2018年 | 《首届中国相声小品大赛颁奖晚会》            | 《掌声响起来》     |                                                 |
| 2018年 | 《感恩2019》                                | 《隐形的翅膀》     |                                                 |
| 2021年 | 《2021快手橙白艺术能大赏》                  | 《我变了我没变》   |                                                 |
| 2021年 | 《616真心夜》                               | 《姐就是女王》     |                                                 |
| 2021年 | 《616真心夜》                               | 《大风吹》         | 曾舜晞                                          |
| 2022年 | 《2022快手一千零一夜》                      | 《相親相愛》       | 华少，柳岩，INTO1-林墨，沈凌，蛋蛋，兜兜 陳怡凡 |
| 2022年 | 《2022快手一千零一夜》                      | 《Super Star》     | 梁龍                                            |
| 2022年 | 《RetaLand元宇宙虚拟跨年》                  | 《這世界那麽多人》 | 以菜菜子身份參加                                |
| 2023年 | 《2023北京台春晚》                          | 《乾杯 朋友》      |                                                 |

### 相声/戏曲等
| 年份   | 播出平台 | 晚会/节目名字                               | 作品名称           | 合作者                                   | 备注                                   |
| ------ | -------- | ------------------------------------------- | ------------------ | ---------------------------------------- | -------------------------------------- |
| 2001年 | CCTV-1   | 《盛世欢歌-中国文联七大联欢会》             | 《智斗》           | 刘兰芳、王馥荔                           | 京剧《沙家浜》选段，饰习德一           |
| 2005年 | CCTV-1   | 《2005年中央电视台春节联欢晚会》            | 《笑谈人生》       | 朱军、冯巩                               | 情景相声                               |
| 2005年 | CCTV-1   | 《2005年中央电视台元宵晚会》                | 《大观园闹花灯》   | 潘长江、高秀敏、黄晓娟、尹相杰、刘亚津等 | 反串，饰贾母                           |
| 2009年 | CCTV-1   | 《2009年中央电视台元宵晚会》                | 《我教教你》       | 王平                                     | 相声                                   |
| 2009年 | CCTV-3   | 《百花迎春——中国文学艺术界2009春节大联欢 》 | 《谁不说俺家乡好》 | 冯巩、郭达、王景愚、李琦、严顺开、潘长江 | 戏歌反串                               |
| 2009年 | CCTV-3   | 《第5届黄梅戏艺术节》                       | 《游龙戏凤》       | 郭达                                     | 黄梅戏                                 |
| 2009年 | CCTV-3   | 《笑声与时代——中国曲艺家协会成立60年晚会》  | 《售楼小姐后传》   | 马东                                     | 相声评书，2008春晚小品《梦幻家园》衍生 |
| 2011年 | CCTV-3   | 《百花迎春——中国文学艺术界2011春节大联欢 》 | 《贵州有多贵》     | 冯巩、娄迺名、郭达等人                   | 群口词                                 |
| 2016年 | 乐视视频 | 《乐视乐吧乐》                              | 《看我72变》       | 郭达                                     | 魔术                                   |

## 音乐

### 单曲
| 年份   | 日期     | 专辑/歌曲名字         | 备注                                       |
| ------ | -------- | --------------------- | ------------------------------------------ |
| 2000年 | 8月1日   | 《拍手歌》            | 共2种版本，电视剧《闲人马大姐》片尾曲      |
| 2002年 |          |                       | 电视剧《临时家庭》片头曲，与梁天合唱       |
| 2007年 | 4月17日  | 《等你回家》          |                                            |
| 2008年 | 12月26日 | 《拍手歌》            | 电视剧《马大姐新传》片尾曲                 |
| 2009年 | 1月16日  | 《小小的我 大大的梦》 | 电视剧《爱我好不好》主题曲                 |
| 2009年 | 5月31日  | 《超人马大姐》        | 电视剧《超人马大姐》主题曲                 |
| 2014年 | 2月1日   | 《妈妈的家》          | 电视剧《老妈的三国时代》片尾曲，与丁丁合唱 |
| 2016年 | 2月10日  | 《那时候的你》        | 与黄洋合唱                                 |
| 2021年 | 1月30日  | 《挺传统的娃娃菜》    | 与Vava合唱                                 |

- 《闲人马大姐》和《马大姐新传》的《拍手歌》加起来共有不同的三个版本。

### 专辑
| 年份   | 专辑名称 | 发行公司       | 曲目 | 备注                      |
| ------ | -------- | -------------- | --- | ------------------------- |
| 2005年 | 《跨越》 | 21东方唱片公司 | 歌曲 碟1： 1. 今儿个高兴 2. 今天是个好日子 3. I Believe 4. 请到天涯海角来 5. 军港之夜 6. 爱的奉献 7. 烛光里的妈妈 8. 心恋 9. 南泥湾 10. 吐鲁番的葡萄熟了 11. 党啊，亲爱的妈妈 12. 乡恋 13. 牵挂你的人是我 14. 笑脸 15. 同桌的你 16. 红旗飘飘 17. 今夜无眠 18. 夜来香 碟2： 1. 涛声依旧 2. 垄上行 3. 我的中国心 4. 冬天里的一把火 5. 回娘家 6. 跟着感觉走 7. 万水千山总是情 8. 像雾像雨又像风 9. 爱上一个不回家的人 10. 我愿意 11. 我想有个家 12. 血疑 13. 快乐老家 14. 轻轻地告诉你 15. 蓝蓝的夜蓝蓝的梦 16. 祝你平安 17. 苏三起解 18. 天上掉下个林妹妹 19. 刘巧儿 20. 女驸马 21. 花木兰 碟3： 1. 中国功夫 2. 万里长城永不倒 3. 牧羊曲 4. 双截棍 5. 干杯 朋友 6. Time to say goodbye 7. 恰似你的温柔 8. 不了情 9. 雨中即景 10. 三百六十五里路 11. 再回首 12. 童年 13. 思念 14. 新长征路上的摇滚 15. 无地自容 16. 姐姐 17. 钟鼓楼 18. 回到拉萨 19. 人鬼情未了 20. 难忘今宵 | 首张个人翻唱大碟，3碟装CD |

### 演唱会
| 年份   | 日期    | 频道   | 名称         | 备注                            |
| ------ | ------- | ------ | ------------ | ------------------------------- |
| 2004年 | 5月15日 | CCTV-3 | 《音画时尚》 | 掌声响起我心你知 蔡明专场演唱会 |
| 2015年 | 2月26日 | CCTV-3 | 《回声嘹亮》 | “悄”开女人心 蔡明专场演唱会     |

## 配音作品
| 年份   | 日期    | 作品名称                           | 配音角色    |
| ------ | ------- | ---------------------------------- | ----------- |
| 1989年 | 9月21日 | 《开国大典》                       | 李讷        |
| 1989年 |         | 《太空险航》                       | 译制        |
| 1990年 |         | 《天堂窃情》                       | 译制        |
| 2009年 | 6月1日  | 《科普卡通广播剧：小红袄与五福猫》 | 1人分饰30角 |
| 2009年 | 8月21日 | 《快乐奔跑》                       | 蒜头        |
| 2019年 | 10月1日 | 《雪人奇缘》                       | 奶奶        |
| 2024年 | 4月30日 | 《哈尔的移动城堡 》                |             |

## 有声读物
- 《开心奶奶讲故事》[23][24][25]

## 奖项

### 春晚
| 年份   | 类别         | 奖项                              | 作品           | 结果 |
| ------ | ------------ | --------------------------------- | -------------- | ---- |
| 2001年 | 语言类       | 我最喜爱的春节联欢晚会节目 三等奖 | 《红娘》       | 獲獎 |
| 2002年 | 语言类       | 我最喜爱的春节联欢晚会节目 三等奖 | 《邻里之间》   | 獲獎 |
| 2003年 | 语言类       | 我最喜爱的春节联欢晚会节目 三等奖 | 《都是亲人》   | 獲獎 |
| 2004年 | 语言类       | 我最喜爱的春节联欢晚会节目 三等奖 | 《婚礼》       | 獲獎 |
| 2005年 | 语言类       | 我最喜爱的春节联欢晚会节目 二等奖 | 《浪漫的事》   | 獲獎 |
| 2005年 | 曲艺与其他类 | 我最喜爱的春节联欢晚会节目 一等奖 | 《笑谈人生》   | 獲獎 |
| 2006年 | 语言类       | 我最喜爱的春节联欢晚会节目 三等奖 | 《马大姐外传》 | 獲獎 |
| 2007年 | 语言类       | 我最喜爱的春节联欢晚会节目 二等奖 | 《送礼》       | 獲獎 |
| 2008年 | 语言类       | 我最喜爱的春节联欢晚会节目 二等奖 | 《梦幻家园》   | 獲獎 |
| 2009年 | 语言类       | 我最喜爱的春节联欢晚会节目 二等奖 | 《北京欢迎你》 | 獲獎 |
| 2010年 | 语言类       | 我最喜爱的春节联欢晚会节目 三等奖 | 《家有毕业生》 | 獲獎 |
| 2011年 | 语言类       | 我最喜爱的春节联欢晚会节目 三等奖 | 《新房》       | 獲獎 |

### 其他
| 年份   | 颁奖典礼                  | 奖项                       | 作品             | 结果 |
| ------ | ------------------------- | -------------------------- | ---------------- | ---- |
| 1981年 | “青年演员进步奖”授奖大会  | 青年演员进步奖             |                  | 獲獎 |
| 2000年 | 中国大众电视              | 老百姓最喜爱影视明星       | 《闲人马大姐》   | 獲獎 |
| 2005年 | 中国大众电视              | 十佳演员                   | 《带着孩子结婚》 | 提名 |
| 2007年 | 第1届 华鼎奖              | 公众形象最佳曲艺演员       |                  | 獲獎 |
| 2008年 | 第2届 华鼎奖              | 中国年度影视最佳表现女演员 |                  | 提名 |
| 2009年 | 第10届 中国国际儿童电影节 | 一路成长的童星             |                  | 獲獎 |
| 2010年 | 第4届 华鼎奖              | 老百姓最喜爱影视明星       |                  | 獲獎 |
| 2014年 | 笑林盛典                  | 最佳女演员奖               |                  | 獲獎 |

## 社会活动/公益
90年代
- 1997年，在中国宁夏资助2名回族特困生。

- 1998年，作为小品队参加”我们万众一心“晚会，为抗洪赈灾募捐演出。

2000年-2009年
- 2000年，与田震去到北京地坛医院“红丝带之家”，与十余位HIV阳性病人及AIDS患者聊天，为他们带来欢笑和祝福。[28]

- 2003年，出席北京市通州区关爱中心开幕仪式并开始担任通州关爱中心爱心大使：关爱中心的孩子们缺电脑用，蔡明就赶紧帮忙联系，给关爱中心添置了九台电脑。关爱中心的孩子做手术，她亲自去医院看望。有时蔡明有演出，也会叫上常梦和孩子们去看。小女孩黄雅丽是在她三岁那年来到关爱中心的。出生第二天，她因为先天性疾病被父母遗弃在农贸市场的一个井盖上，两位好心的北京市民把小雅丽送到了常梦的关爱中心，于是，常梦便成了黄雅丽的第二个妈妈。常梦凑集资金治好了黄雅丽的先天疾病，了解小雅丽的不幸遭遇后，蔡明也给小雅丽带来了无微不至的关怀，成为她的另一个爱心妈妈。
- 2003年4月29日，与小品演员郭达，歌手毛宁，音乐人徐沛东代表中国明星足球队将天三奇集团生产的价值100万元人民币的“长白灵芝精”捐赠给奋战在抗击“非典”第一线的医务工作者，用以帮助他们提高自身的机体免疫力。[29]
- 2003年5月1日，出席《我们众志成城》特别晚会，与郭达、李琦、郑建、杨蕾合演小品《采访》，并与群星合唱《我们众志成城》，共同抗击非典。[30]

- 2003年5月22日，与群星合唱献《凝聚每份爱》，献给奋战在抗击“非典”一线的人们。

- 2003年非典期间，与李琦在节目《同一首歌》——明天会更好表演并演唱《王府井逛一逛》（逛新城新唱），致敬医护人员
- 2004年5月6日，蔡明推掉了当天所有事情，原准备好好陪陪北京市通州区关爱中心的毛兰，提前为毛兰庆生，但毛兰还是没有挺过去，于5月5日去世。[31]
- 2007年4月28日，随“心连心”艺术团走进“鸟巢”慰问全国农民工，并与潘长江演唱《美丽的神话》献给农民工。[32]
- 2008年1月6日，出席北京“关注青少年艾滋病防治教育，精美瓷器超值义卖活动”，为防治艾滋病竞拍。[33]
- 2008年5月18日，参加《爱的奉献》2008抗震救灾大型募捐活动，与群星合唱《祝你平安》，并捐献10万人民币。
- 2008年5月26日，蔡明积极联络修正药业，让苏永康、瞿颖等人以很低的折扣购买救灾物品送去灾区。[34]
- 2009年6月16日，探访北京市通州区关爱中心的孩子并呼唤社会助残。[35]
- 2009年8月20日，参加《跨越海峡的爱心》援助台湾风灾灾区赈灾晚会，担任起接线员，接听每一个打进现场的捐款电话，转达全国人民对灾区的爱。
- 2010年4月14日，由她主演旨在宣传“家电下乡”国策的公益广告《咱家该买了》上映。
- 2010年4月20日，参加《情系玉树大爱无疆》抗震救灾大型募捐活动特别节目，与群星合唱《我们众志成城》，并捐献5万人民币。

2011年-2020年
- 2011年4月22日，特别助阵大鬼创作兵团发起、与感爱传媒共同创立的民间环保公益组织“地球益勇军”启动仪式[36]
- 2011年4月24日，与北京主持人栗坤不计报酬的义务演出出现在“世界地球日主题曲宣唱启动仪式”现场，为地球日公益活动助阵主持，呼吁倡导“关爱地球母亲 和谐共建家园”。
- 2011年5月6日，到北京市通州区关爱中心捐赠电脑并和中心助养的孤儿黄雅莉赵宝平在一起交流。
- 2012年11月16日，中央电视台节目《向幸福出发》曾以“常梦、蔡明两个妈妈，共同谱写人间大爱”为题，播出了常梦与蔡明联手共同关爱扶养弃婴(小梦雁)黄雅丽的事迹。[37]
- 2013年3月21日，她所参加的节目《大王小王》播出，她的公益故事成功让碧生源董事长当场捐赠10万元给北京市通州区关爱中心并表示爱心会继续。

- 2017年7月13日，为距离万里之远的孩子送去祝福和鼓励。
- 2017年7月29日，出席了北京市残疾人福利基金会联合北京市通州区关爱中心共同举办了关爱中心十五周年庆典暨爱心募捐活动。
- 2018年8月23日，作为“I DO基金会爱心大使”出现在公益影片里。[38]
- 2019年9月18日，出席“北京残基会10年公益项目展示”作为见证人，讲述了残疾创业者的故事。她说：“这些年轻人比我们中的很大一部分人还要优秀。中国有很多著名的残疾人企业家，他们有非常成功的事业和强大的人格魅力，我相信今天在台上的这些年轻人总有一天也会取得这样的成就。”[39]
- 2019年11月8日，被授予“艺术梦想项目爱心大使”称号并为孩子们的画作录制有声故事。[40][41]
- 2019年11月17日，出席“生命之脊”北京海鹰脊柱健康公益基金会八周年庆典。[42]
- 2020年2月14日，联合I Do基金会共同捐资发起“I Do为爱加冕公益计划”，守护疫情下的人间大爱，守护每一份赤子之心。并于5月20日为祝福百对战疫新人，愿他们携手余生，恩爱白首。见证荣耀，为爱加冕。[43][44]
- 2020年4月12日，参加“谢谢你为湖北拼单”第二场公益直播，为山西大同一款黄花酱带货。[45]
- 2020年5月17日，宣传“全国助残日”，为残疾人编织温暖，脱贫解困奔小康。
- 2020年8月20日，以开心奶奶蔡明的身份参加关爱听障儿童，创造美好人生，第四次全攻残障预防日的公益直播活动。
- 2020年9月20日，在“I Do基金会第十三届爱心西藏行”视频祝福孩子们并呼吁更多人一起守护孩子。
- 2020年10月29日，在“中华广场舞大赛举行启动仪式”被授权担任中华广场舞推广大使。
- 2020年12月1日，在其的抖音账号发布与北京主持人春妮为“北京养老卡公益形象大使”出演的短片。

2021年
- 2021年4月16日，以“艺术梦想项目爱心大使 ”的身份亮相北京“I Do艺术梦想公益展”活动，为藏区特殊儿童守护最高海拔、最酷艺术梦想。[46]
- 2021年7月21日，蔡明为河南郑州暴雨向郑州市红十字会捐献50万人民币[47]

## 人物评价
- 蔡明的表演朴实自然，有很强的可塑性，她戏路很宽，既是一个优秀的悲剧演员，也是一个优秀的喜剧演员。蔡明艺术事业上的真正高峰是小品，她作为一个优秀的小品演员，在央视春节晚会的舞台上颇受欢迎，她也是上春晚表演次数最多的小品女演员。从二十世纪九十年代初期开始，蔡明与郭达的小品组合就成了春节晚会上不可或缺的一道开胃菜。[48]（央视网评价）
- 蔡明很敬业，她在造型上求新求变，又给观众留下很深印象。她演过的小品很多，塑造的角色也是丰富多变。她敢于挑战各种形象，外国人、机器人、少女、老太太，各种年龄、各种表演跨度她都尝试过。“百变”是蔡明的标签，也是她在小品领域没有一个鲜明角色的遗憾。[49]（新浪网评价）

## 著作
| 年份   | 日期 | 书名     | 作者 | 出版社     | 页数  | ISBN               |
| ------ | ---- | -------- | ---- | ---------- | ----- | ------------------ |
| 1998年 | 4月  | 《感动》 | 蔡明 | 作家出版社 | 332页 | ISBN 9787506314213 |

## 延伸阅读
| 年份   | 日期 | 书名                       | 作者   | 出版社     | 页数  | ISBN               |
| ------ | ---- | -------------------------- | ------ | ---------- | ----- | ------------------ |
| 2001年 | 4月  | 《中国明星足球队内部档案》 | 刘肃儿 | 现代出版社 | 381页 | ISBN 9787800286100 |
| 2001年 | 6月  | 《明星三人行· 相约时分》   | 窦文涛 | 现代出版社 | 370页 | ISBN 9787800286254 |